# Шафранко Іван
Шафранко Іван (* 26 травня 1931, Тур'я Пасіка) — український і словацький маляр, скульптор і педагог, випускник Академії мистецтв у Празі.
Живе і працює на Словаччині в Пряшеві; ілюстратор укр. видань на Пряшівщині.
Індивідуальні виставки в Кошицях, Братиславі й Пряшеві.